# Avicularia
Avicularia is een geslacht van spinnen uit de familie vogelspinnen (Theraphosidae). Het is samen met het geslacht Brachypelma een van de bekendste groepen van vogelspinnen. Er zijn verschillende Nederlandse namen voor dit geslacht, zoals rozepoot(boom)vogelspinnen, maar de bekendste naam is boomvogelspinnen omdat alle soorten klimmen en in bomen leven.
Avicularia- soorten leven net als vrijwel alle andere vogelspinnen niet van vogels, maar pakken in principe alles wat ze kunnen krijgen, meestal insecten en soms kleine gewervelden. Als de kans zich voordoet zal de spin een vogel zeker niet versmaden, maar vogels zijn voor de relatief langzame spinnen veel te snel. De naam vogelspinnen is te danken aan waarneming uit de 18e eeuw van een exemplaar dat een kolibrie aan het eten was, waarna de naam avi-cularia (vogel-etend) werd gebruikt voor grote spinnen.
Bij bedreiging zal de spin snel wegvluchten of -springen, sommige soorten kunnen hun half vloeibare uitwerpselen gericht wegschieten, een voorbeeld is de Peruviaanse roodteenvogelspin (A. urticans). Ook strooien ze brandharen, die jeuk en hoest kunnen veroorzaken.

## Soorten
De volgende soorten zijn bij het geslacht ingedeeld:
- Avicularia affinis (Nicolet, 1849)
- Avicularia ancylochira Mello-Leitão, 1923
- Avicularia arabica (Strand, 1908)
- Avicularia aurantiaca Bauer, 1996
- Avicularia avicularia (Linnaeus, 1758)
  - Avicularia avicularia variegata F. O. P.-Cambridge, 1896
- Avicularia aymara (Chamberlin, 1916)
- Avicularia azuraklaasi Tesmoingt, 1996
- Avicularia bicegoi Mello-Leitão, 1923
- Avicularia braunshauseni Tesmoingt, 1999
- Avicularia caesia (C. L. Koch, 1842)
- Avicularia cuminami Mello-Leitão, 1930
- Avicularia detrita (C. L. Koch, 1842)
- Avicularia doleschalli (Ausserer, 1871)
- Avicularia exilis Strand, 1907
- Avicularia fasciculata Strand, 1907
  - Avicularia fasciculata clara Strand, 1907
- Avicularia gamba Bertani & Fukushima, 2009
- Avicularia geroldi Tesmoingt, 1999
- Avicularia glauca Simon, 1891
- Avicularia gracilis (Keyserling, 1891)
- Avicularia hirschii Bullmer, Thierer-Lutz & Schmidt, 2006
- Avicularia hirsuta (Ausserer, 1875)
- Avicularia holmbergi Thorell, 1890
- Avicularia huriana Tesmoingt, 1996
- Avicularia juruensis Mello-Leitão, 1923
- Avicularia laeta (C. L. Koch, 1842)
- Avicularia leporina (C. L. Koch, 1841)
- Avicularia metallica Ausserer, 1875
- Avicularia minatrix Pocock, 1903
- Avicularia nigrotaeniata Mello-Leitão, 1940
- Avicularia ochracea (Perty, 1833)
- Avicularia palmicola Mello-Leitão, 1945
- Avicularia plantaris (C. L. Koch, 1842)
- Avicularia purpurea Kirk, 1990
- Avicularia rapax (Ausserer, 1875)
- Avicularia rufa Schiapelli & Gerschman, 1945
- Avicularia rutilans Ausserer, 1875
- Avicularia sooretama Bertani & Fukushima, 2009
- Avicularia soratae Strand, 1907
- Avicularia subvulpina Strand, 1906
- Avicularia surinamensis Strand, 1907
- Avicularia taunayi (Mello-Leitão, 1920)
- Avicularia ulrichea Tesmoingt, 1996
- Avicularia urticans Schmidt, 1994
- Avicularia velutina Simon, 1889
- Avicularia walckenaeri (Perty, 1833)